# Odette Terrade
Odette Terrade, née le 21 février 1949 à Grassac, près d'Angoulême, est une femme politique française. Membre du Parti communiste français, elle est sénatrice du Val-de-Marne de juin 1997 à septembre 2004, puis de septembre 2007 à septembre 2011.

## Biographie

### Carrière professionnelle
Odette Terrade travaille comme agent du cadastre de 1972 à 1982.

### Fonctions électives
En mars 1983, elle est élue conseillère municipale d'Orly et devient adjointe au maire de 1983 à 1989. Elle est réélue au conseil municipal jusqu'en 2014.

### Mandats nationaux
Suivante de liste, Odette Terrade devient sénatrice du Val-de-Marne le 13 juin 1997 après l'élection du sénateur Claude Billard comme député du département qui décide de siéger à l'Assemblée nationale plutôt qu'au Sénat. Elle exerce son mandat au palais du Luxembourg jusqu'au 30 septembre 2004, fin de son mandat. Elle redevient sénatrice le 19 septembre 2007, à la suite de la démission d'Hélène Luc, jusqu'au 30 septembre 2011.
Elle est vice-présidente de la commission des affaires économiques, vice-présidente de la délégation aux droits des femmes et à l'égalité des chances entre les hommes et les femmes et secrétaire de la délégation pour la planification.

### Syndicalisme
Odette Terrade est secrétaire de l'Union Syndicale des Retraités (USR) de la CGT du Val-de-Marne.

## Décoration
- Chevalière de la Légion d'honneur (2006)[4]